# Стойчо Панчев
Сто́йчо Па́нчев Ви́лчев (болг. Стойчо Панчев Вълчев; *6 березня 1933, Лисець, область Ловеч, Болгарія — 30 серпня 2014, Софія, Болгарія) — болгарський метеоролог, математик і фізик, член Болгарської академій наук (БАН).

## Біографічні дані
Стойчо Панчев народився в Лисеці 1933 року. У 1951 закінчив гімназію імені Христо Кирпачева в Ловечі (нині святого Климента Охридського) з відмінними оцінками, а 1956 року став випускником Софійського університету (фізичний факультет, спеціальність «Фізика». Спеціалізувався на метеорології, підвищував свою кваліфікацію в СРСР (1962–1963, 1973–1974), США (1967–1968) і Японії.
Закінчивши аспірантуру в БАН, з 1959-го працював асистентом на кафедрі метеорології і геофізики Софійського університету. У 1963 став доцентом, у 1970 — професором. Був завідувачем кафедри фізики у 1974–1994 роках і деканом фізичного факультету того ж таки університету (1979–1983). Під його керівництвом захистили дисертації 15 докторантів. В університеті працював до 2002 року.
У 1965 році став доктором фізичних наук. З 1985-го Панчев член-кореспондент, а з 1997 — академік БАН. Був заступник голови цієї академії (1988–1991). Працював у Центральній лабораторії сонячно-земної взаємодії при БАН з 2002 по 2008 рік. У 1995–1997 роках був заступником голови Вищої атестаційної комісії при Раді міністрів Болгарії. Член Англійського королівського метеорологічного товариства, Американського метеорологічного товариства, Міжнародної асоціації з математичної фізики, Спілки вчених Болгарії.

## Наукова діяльність
Панчев був профессор базових і спеціалізованих курсів (загальної і динамічної метеорології, турбулентності, теорії хаосу та ін.). Провадив теоретичні дослідження в галузях геофізичної гідродинаміки (турбулентність, побережні шари, хвилі), теорії хаосу, нелінійної динаміки природних і соціальних явищ, історії фізики. Учений активно розвивав проблематику в таких дисциплінах, як соціальна динаміка, популяційна динаміка, національна безпека. Він побудував низку фізичних і математичних моделей конкретних явищ, які вивчаються в цих галузях.
Панчев автор понад 250 наукових статей у болгарських і зарубіжних виданнях. Написав книжки «Теорія хаосу» (1996), «Фізика атмосфери», «Основи атмосферної фізики», «Загальна метеорологія», «Атмосферні явища», «Динамічна метеорологія» (1981), «Випадкові функції і турбулентність» (1965), «Шлях дощової краплі» та інші. Його праці перекладено англійською, російською та китайською мовами.
Стойчо Панчев виступав з доповідями на вітчизняних і міжнародних конференціях, читав лекції в університетах Росії, США, Японії, Сербії та інших. Він член редакційних колегій наукових журналів Болгарії, Німеччини,Угорщини, Китаю, Індії та ін.

## Монографії
- (1965) «Случайни функции и турболентност», (Random Functions and Turbulence, Oxford: Pergamon Press, 1971)
- (1975) «Математически спектрален анализ», София: Наука и изкуство
- (1981) «Динамична метеорология», София: су (Dynamic Meteorology, Hague: D Reidel, 1985)
- (1996) «Теория на хаоса», С.: АИ «Проф. Марин Дринов». (2po С., 2001)
- Радев С., Панчев С., Витанов Н., 2012, С.: АИ «Проф. Марин Дринов». «Неустойчивост, хаос, турбулентност», ISBN 9789543225507

## Нагороди
- Димитровська премія, 1972
- Медаль «100 років міжнародній геофізиці» від Міжнародного геофізичного комітету при Академії наук СРСР
- Звання «Людина року» в галузі науки за 1991—1992 роки — від Міжнародного біографічного центру в Кембриджі (Велика Британія),
- Академічна нагорода БАН за успіхи в популяризації науки, зокрема книги «Теорія хаосу», 1998
- Почесна відзнака Софійського університету «Святий Климент Охридський» із синьою стрічкою — за вклад у науку (2002)
- Медаль імені Марина Дринова — за вклад у діяльність БАН (2003)
- Звання почесного громадянина Ловеча (29 квітня 2009) — «за винятковий вклад у болгарську і світову науку».